# گوربه‌هازا
گوربه‌هازا (به مجاری:  Görbeháza) یک منطقهٔ مسکونی در مجارستان است که در ناحیه هایدوناناش واقع شده‌است. گوربه‌هازا ۸۰٫۲ کیلومتر مربع مساحت و ۲٬۳۶۶ نفر جمعیت دارد.